# Torches
Torches — дебютный студийный альбом американской инди-рок-группы Foster the People, выпущенный 23 мая 2011 года на лейблах Startime International и Columbia Records.
Torches получил в целом положительные отзывы музыкальных критиков и был номинирован на премию «Грэмми» в номинации «Лучший альтернативный альбом». Пластинка добралась до восьмой позиции хит-парада Billboard 200 в США и вершины хит-парада ARIA Albums Chart в Австралии. Альбом был сертифицирован как платиновый в Соединённых Штатах, Австралии, Филиппинах и Канаде.

## Рецензии критиков
| Совокупная оценка    | Совокупная оценка |
| Источник             | Оценка            |
| -------------------- | ----------------- |
| Metacritic           | 69/100            |
| Оценки критиков      |                   |
| Источник             | Оценка            |
| AllMusic             | [ 10 ]            |
| The Austin Chronicle | [ 11 ]            |
| Entertainment Weekly | B                 |
| The Guardian         | [ 13 ]            |
| Los Angeles Times    | [ 14 ]            |
| NME                  | 7/10              |
| Pitchfork            | 6.2/10            |
| Q                    | [ 17 ]            |
| Rolling Stone        | [ 18 ]            |
| Spin                 | 7/10              |

## Выступление в чартах
Torches дебютировал под восьмым номером в хит-параде Billboard 200, за первую неделю было продано 33,000 копий. 28 апреля 2014 года альбом был сертифицирован как платиновый Американской ассоциацией звукозаписывающих компаний (RIAA) за продажу более 1 миллиона копий в Соединённых Штатах.

## Список композиций
Все тексты написаны Марком Фостером, вся музыка написана Фостером, за исключением особо отмеченных.
| №                   | Название                              | Продюсер                  | Длительность |
| ------------------- | ------------------------------------- | ------------------------- | ------------ |
| 1.                  | «Helena Beat»                         | Грег Кёрстин Марк Фостер  | 4:36         |
| 2.                  | «Pumped Up Kicks»                     | Фостер                    | 4:00         |
| 3.                  | «Call It What You Want»               | Пол Эпуорт Фостер         | 4:01         |
| 4.                  | «Don’t Stop (Color on the Walls)»     | Рич Кости Фостер          | 2:56         |
| 5.                  | «Waste»                               | Кёрстин Фостер            | 3:25         |
| 6.                  | «I Would Do Anything for You»         | Эпуорт Фостер Тони Хоффер | 3:35         |
| 7.                  | «Houdini»                             | Costey Фостер             | 3:23         |
| 8.                  | «Life on the Nickel» (Эпуорт, Фостер) | Эпуорт Фостер             | 3:36         |
| 9.                  | «Miss You» (Зак Хейлингман, Фостер)   | Кёрстин Фостер            | 3:39         |
| 10.                 | «Warrant»                             | Кёрстин Фостер            | 5:23         |
| Общая длительность: | Общая длительность:                   | Общая длительность:       | 38:24        |

| №                   | Название            | Длительность |
| ------------------- | ------------------- | ------------ |
| 11.                 | «Broken Jaw»        | 5:29         |
| Общая длительность: | Общая длительность: | 44:01        |

| №                   | Название                               | Длительность |
| ------------------- | -------------------------------------- | ------------ |
| 11.                 | «Love»                                 | 3:41         |
| 12.                 | «Chin Music for the Unsuspecting Hero» | 3:25         |
| Общая длительность: | Общая длительность:                    | 45:30        |

| №   | Название                                             | Длительность |
| --- | ---------------------------------------------------- | ------------ |
| 11. | «Broken Jaw»                                         | 5:36         |
| 12. | «Love»                                               | 3:41         |
| 13. | «Chin Music for the Unsuspecting Hero»               | 3:25         |
| 14. | «Pumped Up Kicks» (The Knocks Speeding Bullet Remix) | 4:39         |
| 15. | «Houdini» (RAC Remix)                                | 3:56         |

| №  | Название                                                              | Длительность |
| -- | --------------------------------------------------------------------- | ------------ |
| 1. | «Broken Jaw»                                                          | 5:29         |
| 2. | «Love»                                                                | 3:40         |
| 3. | «Chin Music for the Unsuspecting Hero»                                | 3:24         |
| 4. | «Pumped Up Kicks» (The Knocks Speeding Bullet Remix)                  | 4:39         |
| 5. | «Houdini» (RAC Remix)                                                 | 3:56         |
| 6. | «Helena Beat» (Lenno Extended Remix)                                  | 5:10         |
| 7. | «Call It What You Want» (Treasure Fingers Pre-Party Remix Radio Edit) | 3:41         |

## Участники записи
Foster the People
- Марк Фостер — ведущий вокал, пианино, гитара, клавишные, синтезаторы, музыкальное программирование, перкуссия, Wurlitzer, вибрафон, колокольчики
- Кабби Финк — бас-гитара, бэк-вокал
- Марк Понтиус — ударные, перкуссия

Приглашённые музыканты
- Пол Эпуорт — музыкальное программирование, клавишные, перкуссия (треки 3 и 8)
- Грег Кёрстин — музыкальное программирование (треки 1, 5, 9 и 10), синтезатор (трек 1)
- Шон Чимино — гитара (трек 5)
- Гари Грант — труба (трек 7)
- Зак Хейлингман — музыкальное программирование (трек 9)

## Хит-парады
| Хит-парад (2011–12)                         | Лучшая позиция |
| ------------------------------------------- | -------------- |
| Australian Albums Chart                     | 1              |
| Austrian Albums Chart                       | 44             |
| Belgian Albums Chart (Flanders)             | 69             |
| Belgian Alternative Albums Chart (Flanders) | 32             |
| Belgian Albums Chart (Wallonia)             | 99             |
| Belgian Heatseekers Albums Chart (Wallonia) | 1              |
| Canadian Albums Chart                       | 7              |
| Dutch Albums Chart                          | 53             |
| French Albums Chart                         | 29             |
| German Albums Chart                         | 87             |
| Irish Albums Chart                          | 13             |
| Japanese Albums Chart                       | 49             |
| Mexican Albums Chart                        | 30             |
| New Zealand Albums Chart                    | 18             |
| Polish Albums Chart                         | 47             |
| South Korean International Albums Chart     | 66             |
| Swiss Albums Chart                          | 49             |
| UK Albums Chart                             | 12             |
| US Billboard 200                            | 8              |
| US Billboard Rock Albums                    | 1              |

| Хит-парад (2011)        | Позиция |
| ----------------------- | ------- |
| Australian Albums Chart | 35      |
| Canadian Albums Chart   | 42      |
| US Billboard 200        | 55      |
| US Rock Albums          | 8       |
| Хит-парад (2012)        | Позиция |
| Australian Albums Chart | 35      |
| Mexican Albums Chart    | 76      |
| US Billboard 200        | 61      |
| US Rock Albums          | 18      |

## Сертификации
| Регион | Сертификация | Продажи    |
| --- | ------------ | ---------- |
| Австралия (ARIA) | Платиновый   | 70 000^    |
| Канада (Music Canada) | Платиновый   | 80 000^    |
| Франция (SNEP) | Золотой      | 50 000*    |
| Польша (ZPAV) | Золотой      | 10 000*    |
| США (RIAA) | Платиновый   | 1 000 000^ |
| * Данные о продажах приведены только на основе сертификации. ^ Данные о тиражах приведены только на основе сертификации. |              |            |